# Deadache
Deadache je čtvrté album vydané skupinou Lordi. Vychází na Halloween 2008 s velkým očekáváváním. Jako předvoj byl vyslán singel Bite it Like a Bulldog, který sklidil u fanoušků i kritiků přívětivé názory. Samotné album však bylo pro kritiky zklamání, ale fanoušci ho přejali velice dobře. Je ovšem pravda, že album zůstalo ve stínu alba The Arockalypse. V turné k albu Deadache Lordi také poprvé zavítali do USA, kde jejich show a vystupování získalo velkou oblibu. Mezi další zastavky patřila také Česká republika. Koncerty se konaly v Ostravě, Pardubicích a Plzni. Toto cd bylo i první cd vydané baskytaristou OXem.

## Interpreti
1. Mr. Lordi – Zpěv
2. Amen – Elektrická kytara
3. OX – Basová kytara
4. Awa – Klávesy
5. Kita – Bicí

## Tracklist
1. SCG IV – 0:42
2. Girls Go Chopping – 4:03
3. Bite It Like A Bulldog – 3:29
4. Monsters Keep Me Company – 5:29
5. Man Skin Boot – 3:42
6. Dr. Sin Is In – 3:48
7. The Ghosts Of Heceta Head – 3:40
8. Evilyn – 4:01
9. The Rebirth Of The Countess – 1:59
10. Raise Hell In Heaven – 3:32
11. Deadache – 3:30
12. The Devil Hides Behind Her Smile – 4:12
13. Missing Miss Charlene – 5:12